# Vicente Iturat
Vicente Iturat Gil (Alcalá de Chivert, Castellón; 22 de agosto de 1928-Villanueva y Geltrú, Barcelona; 18 de agosto de 2017) fue un ciclista español, profesional entre 1952 y 1962. Sus mayores éxitos deportivos los logró en la Vuelta ciclista a España donde obtendría un total de 4 victorias de etapa.
Ganó muchas etapas, en la Vuelta a España en los años: 55, 59, 60 y 61, ganó la Bicicleta eibarresa al año 53, etapa en la Vuelta a Cataluña que acababa en Vinaroz, ganó la clasificación de matas volantes en la Vuelta los años 58, 59, 60 y 61, ganó la clasificación por puntos el año 57 también en la Vuelta. Fue campeón de Cataluña de profesionales y subcampeón de España de contrarreloj por equipos.
Su especialidad era el sprint, corrió con Miquel Poblet, con Pérez Francés y con el gran Bahamontes. Una de sus hazañas fue la victoria en una etapa de la Vuelta entre Pamplona y Huesca, se escapó con un portugués y llegó con solitario a la meta. Al volver a casa, en Villanueva y Geltrú, siempre era recibido en honor de masas.

## Palmarés
| 1953 - Bicicleta Eibarresa - 3.º en el Campeonato de España de Montaña - 2 etapas de la Vuelta a Asturias 1955 - 1 etapa en la Vuelta a España - G.P. Pascuas - 1 etapa en la Volta a Cataluña 1956 - Vencedor de una etapa de la Volta a Cataluña - Vencedor de una etapa de la Vuelta a Levante 1957 - Clasificación por puntos de la Vuelta a España - Trofeo Masferrer | 1958 - 1 etapa de la Volta a Cataluña 1959 - 1 etapa en la Vuelta a España - 2 etapas en la Vuelta a Andalucía 1960 - 1 etapa en la Vuelta a España 1961 - 1 etapa en la Vuelta a España y la Clasificación de las metas volantes - G.P. Pascuas 1962 - 1 etapa de la Bicicleta Eibarresa |

## Palmarés Grandes Vueltas
| Carrera         | 1953 | 1954 | 1955  | 1956 | 1957 | 1958 | 1959 | 1960 | 1961 | 1962 |
| --------------- | ---- | ---- | ----- | ---- | ---- | ---- | ---- | ---- | ---- | ---- |
| Giro de Italia  | -    | -    | 32.º  | -    | -    | 53.º | -    | -    | -    | -    |
| Tour de Francia | Ab.  | -    | -     | -    | -    | -    | -    | -    | 69.º | -    |
| Vuelta a España | -    | -    | '5.º' | 23.º | 12.º | 17.º | 38.º | Ab.  | '6º' | 40.º |